# Franz Riegel

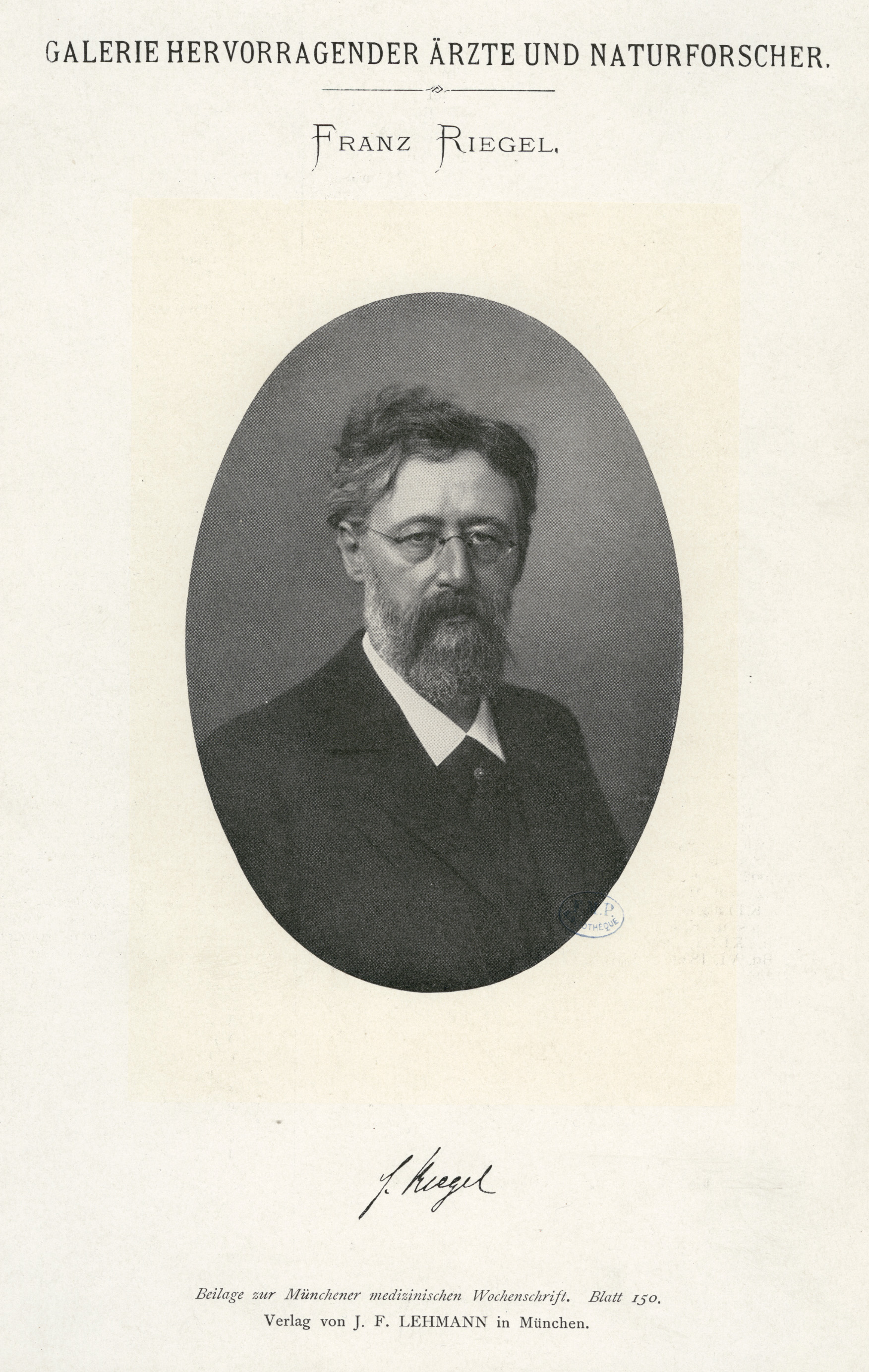
Franz Riegel

Franz Riegel (* 9. Februar 1843 in Würzburg; † 28. August 1904 in Ems) war ein deutscher Mediziner und Hochschullehrer in Gießen.

## Leben und Wirken
Franz Riegel, Sohn des 1835/1836 bis 1837 Assistent von Cajetan von Textor am Juliusspital gewesenen Brückenauer Landgerichtsarztes Johann (Michael) Riegel (1807 –nach 1874), studierte Medizin in Würzburg, wo er 1867 promoviert und Assistent an den Abteilungen von Friedrich Wilhelm Scanzoni von Lichtenfels und (1866/1867 bis 1872) Heinrich von Bamberger sowie bei Franz von Rinecker und (1872/1873) bei Carl Gerhardt am Juliusspital wurde. Er gehörte der Studentenverbindung Makaria an und trug darin den Spitznamen „Russenminz“ (sein Vorgesetzter Scanzoni behandelte unter anderem Angehörige des russischen Adels in seiner Privatpraxis im Hotel Russischer Hof). 1873 habilitierte er sich in Würzburg für Innere Medizin und hielt danach als Privatdozent Vorlesungen über Allgemeine und Experimentelle Pathologie. 1874 wurde er Leiter der medizinischen Abteilung des Bürgerspitals in Köln und 1879 ordentlicher Professor für Innere Medizin an der Universität Gießen sowie Direktor der medizinischen Klinik des Universitätskrankenhauses.
Am 6. August 1886 (Matrikel-Nr. 2609) wurde er zum Mitglied der Leopoldina gewählt.
Er befasste sich mit fast allen Gebieten der Inneren Medizin, ist Namensgeber des "Riegel-Pulses" (ein bei der Ausatmung erniedrigter Puls) und war bekannt für ein Buch über die Erkrankungen des Magens. Er starb 1906 im heutigen Bad Ems.

## Schriften (Auswahl)
- Bericht über die Resultate der Kaltwasserbehandlung des Unterleibstyphus im kgl. Juliushospitale zu Würzburg. In: Deutsches Archiv für klinische Medizin. Band 9, 1871, Heft 4–5.
- Über die Diagnostik und Therapie von Magenkrankheiten. 1886.
- Zur Lehre von der Herzirregularität und Incongruenz in der Thätigkeit der beiden Herzhälften. Bergmann, Wiesbaden 1891.
- Die Erkrankungen des Magens. 2 Bände. 1897; 2. Auflage, Hölder, Wien 1903–1908, Band 1, Archive.